# Kiki KaiKai
Kiki KaiKai (奇々怪界? lett. "Lo strano mondo dei mostri") è un videogioco arcade sparatutto sviluppato e pubblicato dalla Taito nel 1986.
Ambientato nel Giappone feudale, vede il giocatore vestire i panni di una miko, chiamata Sayo-chan, che deve usare le sue pergamene ofuda e la sua bacchetta gohei per sconfiggere orde di spiriti rinnegati e mostri della mitologia giapponese. Il titolo ebbe un certo successo di pubblico, generando tre seguiti (Pocky & Rocky, Pocky & Rocky 2 e Pocky & Rocky with Becky) e venendo convertito oppure emulato, nel corso degli anni, su diverse console (come il Famicom Disk System, la Wii e la PlayStation 4), ma la critica non l'accolse in maniera positiva, sebbene col passare del tempo lo rivalutò, giudicando in particolare inediti e innovativi certi suoi elementi, quali l'ambientazione e le modalità di gioco, che mescolano il folclore e la mitologia con un sistema e dei motivi tipicamente fantascientifici.

## Trama
Il gioco segue l'avventura di Sayo-chan (小夜ちゃん?), una zelante miko di uno sperduto tempio shintoista del Giappone feudale. Una notte, mentre alimenta con il ventaglio un fuoco cerimoniale, viene visitata dalle Sette Divinità della Fortuna (o Shichifukujin, invocate per ricevere aiuto e benefici nella vita quotidiana), che la mettono in guardia da un grande e imminente pericolo. Immediatamente però vengono catturate da un'orda di yōkai, che li portano sulle cime di una lontana catena montuosa. La ragazzina, determinata ad aiutare le divinità, affronta un lungo e pericoloso viaggio attraverso la campagna. Sulla sua strada incontrerà orde di demoni e spiriti che tenteranno di fermarla: sono le creature mitiche della tradizione nipponica, come i rokurokubi (ろくろ首?, mostruose donne dal collo allungabile), i puka puka (プカプカ?, piccoli fantasmi erranti), gli tsukumogami (付喪神?), i chōchin-obake (提灯お化け?, a forma di lanterne) e i karakasa (付喪神?, dalle fattezze di vecchi ombrelli), la creatura dell'azukitogi (小豆とぎ?), il dio dei fulmini Raijin (雷神?), la volpe a nove code e un tanuki (狸? o タヌキ?) di nome Manuke (間抜け?). Tutti sono comandati dal grande serpente Orochi (大蛇?), contro cui avverrà la battaglia finale.

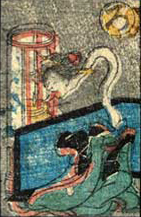
Un rokurokubi
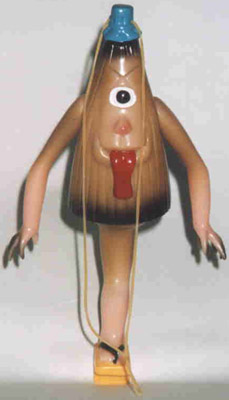
Un karakasa
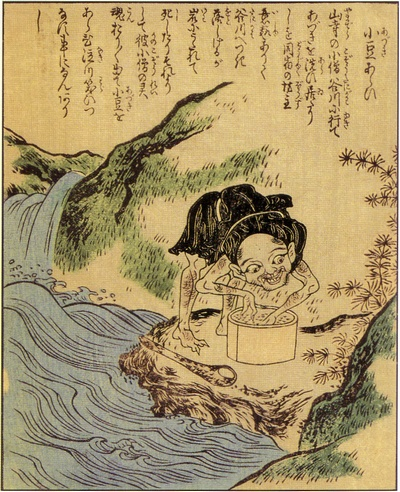
Un mostro dell'azukitogi
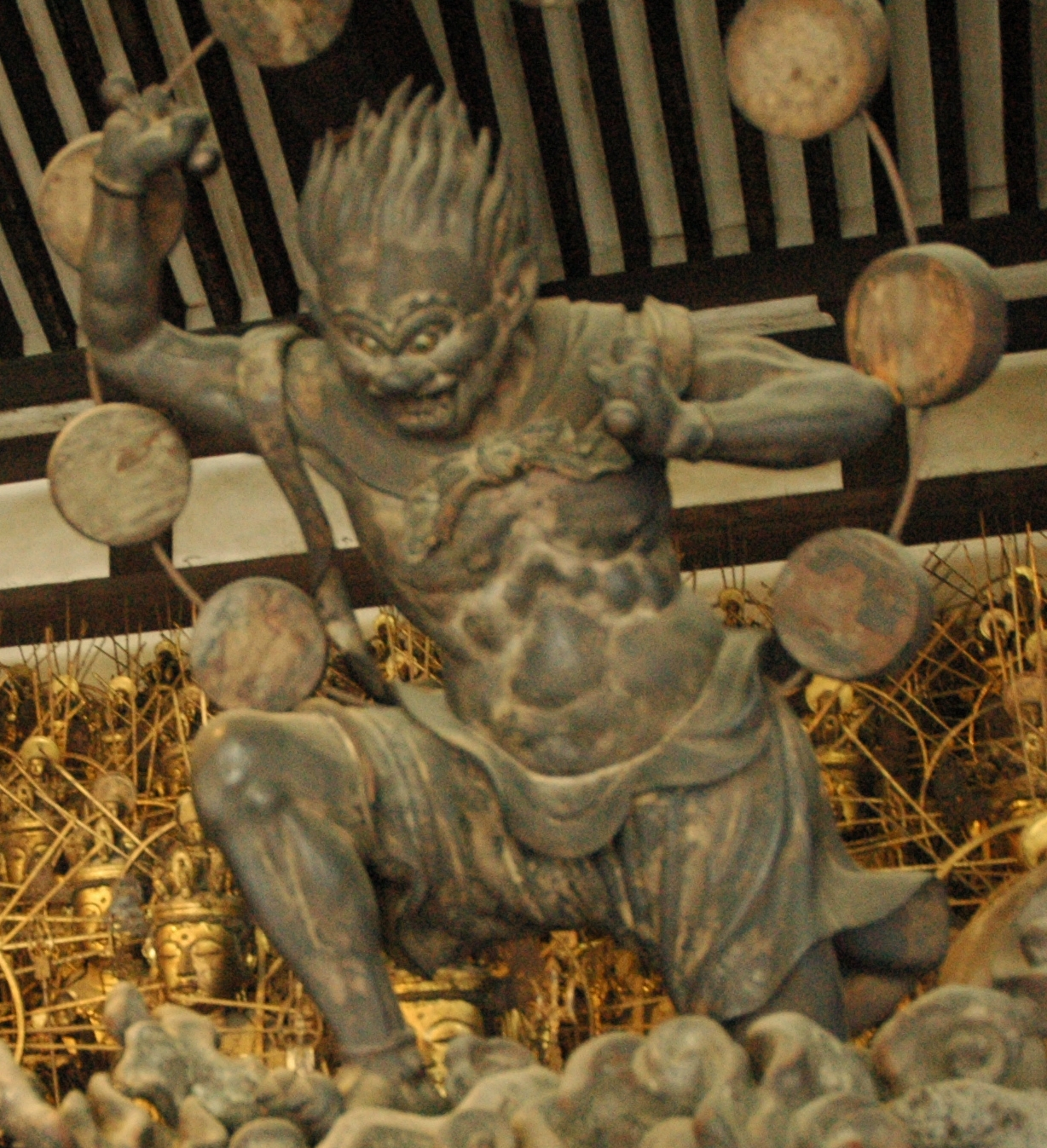
Una statua lignea di Raijin
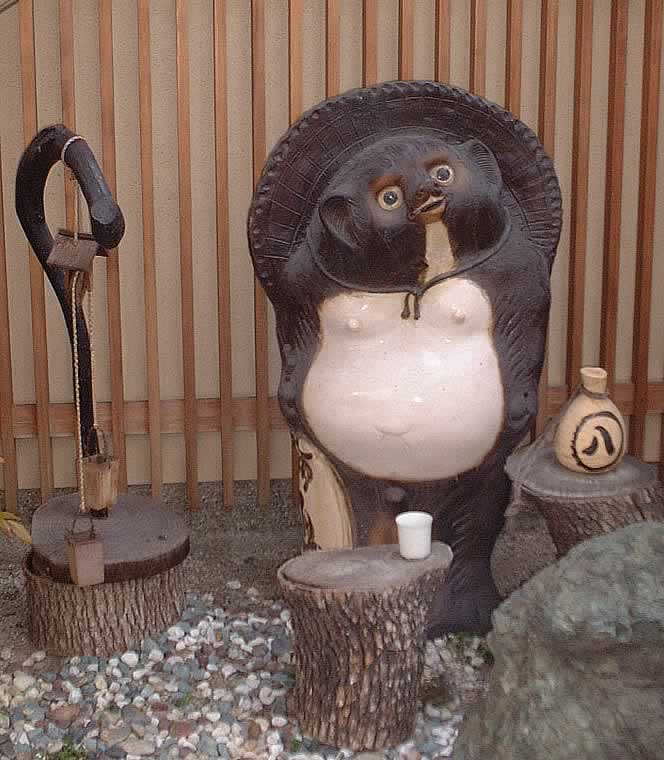
Un tanuki
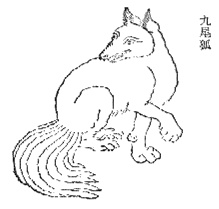
La volpe a nove code
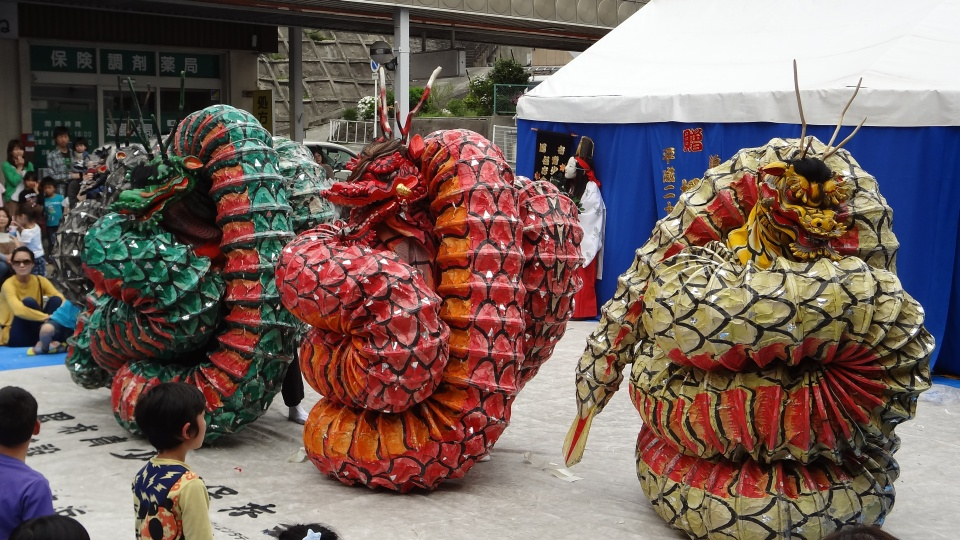
Rappresentazioni di Orochi

## Modalità di gioco

Una scena dalla versione arcade di Kiki KaiKai. Sayo-chan è vicina a un tempietto shintoista (ai piedi della cui scala è presente la chiave per accedere all'area del boss) e sta lanciando gli ofuda contro alcuni chōchin-obake.

Kiki KaiKai si presenta come un classico sparatutto con prospettiva dall'alto, in cui il giocatore può muoversi in tutte le direzioni possibili. Questi viene costantemente braccato da orde di nemici, che può sconfiggere o con i cosiddetti talismani ofuda (お札?, lanciati come proiettili in otto direzioni diverse) oppure con il bastone purificatore gohei, anche definito Oharai Bō (お祓い棒?, che allontana i mostri più vicini). Entrambe le tecniche si potenziano qualora vengano raccolti degli speciali foglietti di carta che cadono dagli avversari una volta uccisi. In alternativa, si possono rinvenire degli oggetti nascosti, che fanno anche guadagnare dei punti, i quali, se accumulati in gran quantità, concedono una vita extra.
Sayo-chan muore non appena viene toccata o colpita dagli avversari e deve riprendere dall'ultimo checkpoint. Una volta esaurite tutte le vite a disposizione, appare però una schermata di "corrispondenza numerica" con un numero casuale di tre cifre in incrementi di base 50 (100, 150, 200, 250 e così via). Se a questo corrisponde la parte finale del punteggio totale della partita, viene concessa al giocatore la possibilità di continuare da dove si era interrotto; altrimenti, la partita finisce e bisogna ricominciare tutto daccapo. Alla fine di ogni livello (tranne l'ultimo, che invece termina soltanto se vengono raccolte tutte le pergamene disseminate in un labirinto circolare pieno di mostri) vi è un boss (custode di una delle Sette Divinità della Fortuna), solitamente un essere molto grande e potente e dotato di attacchi speciali e pericolosi, che richiede più tempo per essere sconfitto. Tali modalità però variano a seconda delle versioni del titolo: per esempio KiKi KaiKai: Dotō Hen sul Famicom Disk System, a costo di una minore frequenza dei fotogrammi, presenta una diversa strategia, perché vi è un numero limitato di ofuda da lanciare e si può essere colpiti fino a quattro volte; esso inoltre non è diviso in livelli che si susseguono con ambientazioni diverse, ma si svolge in un unico percorso. Si aggiunge un secondo personaggio giocabile, Miki-chan (美紀ちゃん?), ispirato a Miki Itō, una idol di quel periodo: il secondo giocatore la controlla accompagnando Sayo-chan, mentre nell'originale arcade è presente una modalità multigiocatore in cui i due partecipanti si alternano.

## Sviluppo e pubblicazione

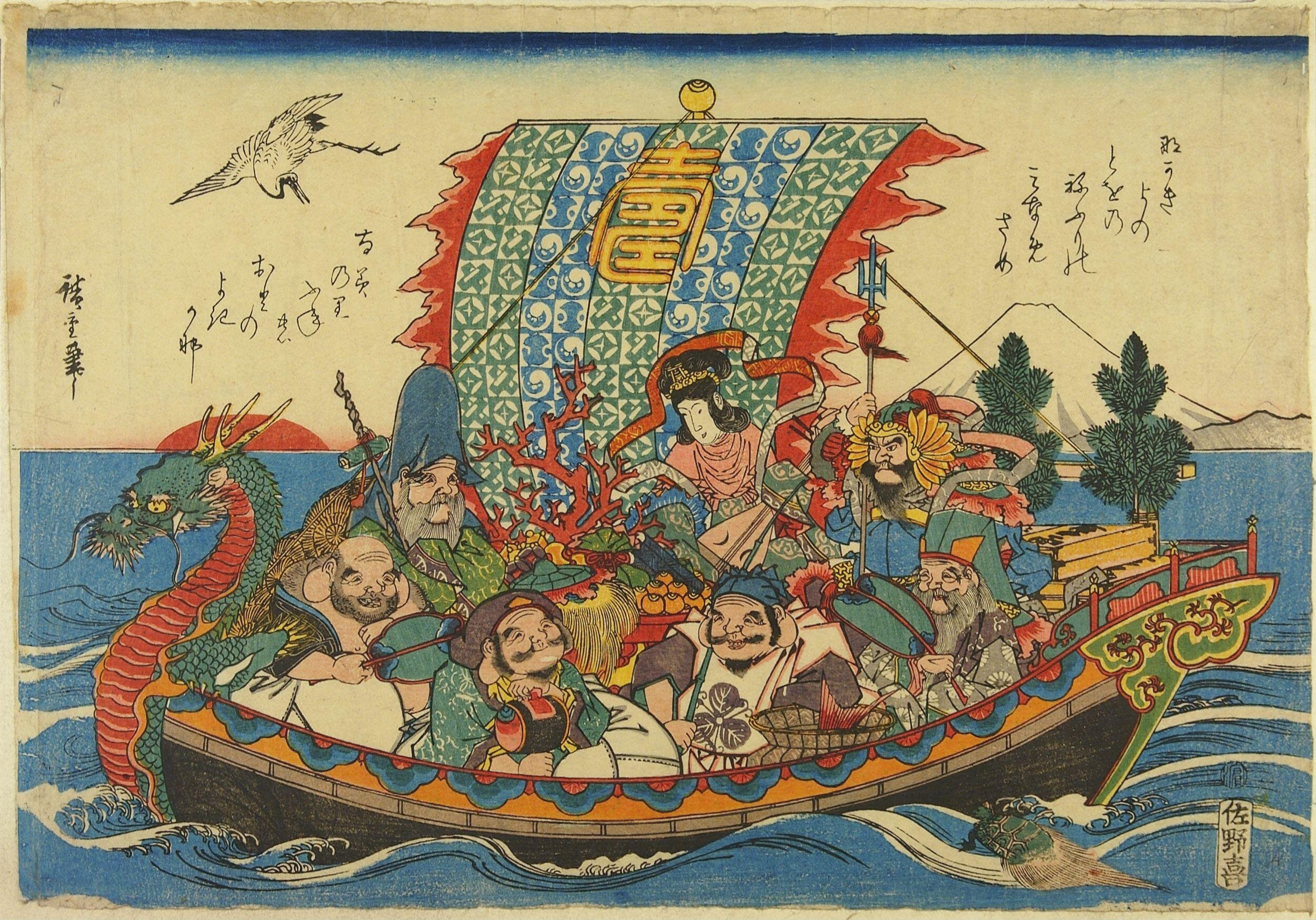
Un'illustrazione delle Sette Divinità della Fortuna a bordo della Takarabune.

Kiki KaiKai venne realizzato dal game designer della Taito Hisaya Yabusaki, il quale si ispirò al folclore giapponese per realizzare l'ambientazione e allo sparatutto Commando (edito nel 1985 dalla Capcom) per le modalità di gioco. Nello stesso anno fu intervistato da Zek per la prima uscita della sua dōjinshi Video Game Chronicle (ビデオゲームクロニクル?, Bideo Gēmu Kuronikuru), intitolata per l'appunto Videogame Chronicle 1 - Kiki KaiKai (ビデオゲームクロニクル 1 奇々怪界?), raccontando che il suo staff andò a visitare un santuario delle Sette Divinità della Fortuna durante la lavorazione della versione originale arcade: una prima volta per la buona riuscita del lavoro e una seconda perché «la produzione era stata attaccata da un fenomeno misterioso».
Il titolo uscì il 18 settembre 1986. Da principio, il prodotto fu destinato solo alle sale giochi giapponesi, ma successivamente fu adattato anche per altre piattaforme di gioco, come console e personal computer, e incluso in raccolte distribuite anche al di fuori del Paese natio. Tuttavia, già nello stesso anno del suo lancio circolava in Occidente una copia bootleg non autorizzata intitolata Knight Boy.

## Colonna sonora
La colonna sonora del gioco, ispirata alla musica tradizionale giapponese, fu composta da Hisayoshi Ogura (anche noto come OGR), collaboratore di lunga data della Taito e fondatore del gruppo di musicisti Zuntata. Secondo uno dei membri, Hirokazu Koshio, Sayo no Thema (小夜のテーマ?, Sayo no Tēma, lett. "Il tema di Sayo"), il tema principale del gioco, crea un'atmosfera inquietante.
La prima pubblicazione discografica fu all'interno di Taito Game Music (ufficialmente scritto TAITO GAME MUSIC, anche trascritto in katakana come タイトー・ゲーム・ミュージック?, Taitō Gēmu Myūjikku), il primo album musicale degli Zuntata: uscito il 25 gennaio 1987 sotto l'etichetta Alfa Records (28XA-110) in formato 33 giri, contiene infatti, come ottava traccia, un brano di tre minuti e trentasei secondi intitolato semplicemente Kiki KaiKai. Una nuova versione fu pubblicata il 6 marzo 2002 da Scitron Digital Contents in formato CD (SCDC-00156), con i suoni divisi in sette tracce:
1. BGM 1 (Start Demo - Main Thema - Misu) - Kataribe - Sayo no Thema (BGM1(スタートデモ～メインテーマ～ミス)「語り部～小夜のテーマ～」? lett. "Musica di sottofondo 1 (Demo iniziale - Tema principale - Errore) - Cantastorie - Il tema di Sayo") – 1:36
2. Boss (boss-sen) - Kōshō (BOSS(ボス戦)「哄笑」? lett. "Boss (battaglia col boss) - Forte risata") – 0:22
3. Stage Clear - Extend (ステージクリア～エクステンド?) – 0:05
4. Shichifukujin Seizoroi - Sayo Mikoshi (七福神勢揃い「小夜神輿」? lett. "Lo schieramento completo delle Sette Divinità della Fortuna - Il mikoshi di Sayo") – 0:10
5. Game Over (Number Match) (ゲームオーバー(ナンバーマッチ)?) – 0:04
6. Staff Roll - Matsuri (スターッフロール「祭り」? lett. "Ruotare il bastone - Festa") – 0:42
7. Name Entry (ネームエントリー?) – 0:34

I brani furono poi inclusi nel secondo CD della raccolta Taito Retro Game Music Collection 3 - All Target Cluster (タイトーレトロゲームミュージック コレクション3 オールターゲット クラスタ?, Taitō Retorogēmu Myūjikku Korekushon 3 Ōrutāgetto Kurasuta), uscito per Team Entertainment il 26 ottobre 2011 (KDSD-00457,00458), con una diversa divisione delle tracce:
1. Credit (クレジット?) – 0:09
2. Start Demo - Kataribe (スタートデモ「語り部」? lett. "Demo iniziale - Cantastorie") – 0:10
3. Main thema - Sayo no Thema (メインテーマ「小夜のテーマ」? lett. "Tema principale - Il tema di Sayo") – 1:43
4. Misu (ミス? lett. "Errore") – 0:06
5. Boss-sen - Kōshō (ボス戦「哄笑」? lett. "Battaglia col boss - Forte risata") – 0:51
6. Stage Clear - Extend (ステージクリア～エクステンド?) – 0:10
7. Shichifukujin Seizoroi - Sayo Mikoshi (七福神勢揃い「小夜神輿」? lett. "Lo schieramento completo delle Sette Divinità della Fortuna - Il mikoshi di Sayo") – 0:15
8. Staff Roll - Matsuri (スターッフロール「祭り」? lett. "Ruotare il bastone - Festa") – 0:45
9. Game Over (Number Match) (ゲームオーバー(ナンバーマッチ)?) – 0:08
10. Name Entry (ネームエントリー?) – 0:31

Una terza antologia che include le musiche, in una versione registrata per l'occasione dal gioco, è Taito Digital Sound Archives - Arcade - Vol.3 (タイトー デジタルサウンドアーカイブス ～ARCADE～ Vol.3?, Taitō Dijitaru Saundo Ākaibusu ~Arcade~ Vol. 3), pubblicata sotto l'etichetta Wavemaster il 27 maggio 2015 (WWCE-31363-4). La lista delle tracce è ancora leggermente diversa:
1. Credit (クレジット?) – 0:08
2. Kataribe (語り部? lett. "Cantastorie") – 0:08
3. Sayo no Thema (小夜のテーマ? lett. "Il tema di Sayo") – 1:54
4. Kōshō (哄笑? lett. "Forte risata") – 0:55
5. Stage Clear - Extend (ステージクリア～エクステンド?) – 0:08
6. Sayo Mikoshi (小夜神輿? lett. "Il mikoshi di Sayo") – 0:13
7. Matsuri (祭り? lett. "Festa") – 0:44
8. Misu - Game Over (ミス ～ ゲームオーバー? lett. "Errore - Game over") – 0:09
9. Name Entry (ネームエントリー?) – 0:31

Fra la seconda e la terza raccolta fu inciso un CD di soli effetti sonori, Zuntata Sound Effects Collection Vol.1 - Credit-on Hen (ZUNTATA SOUND EFFECTS COLLECTION Vol.1～クレジット音編～? lett. "Collezione degli effetti sonori degli Zuntata, volume 1 - Edizione dei suoni del credito", ZTTL-3001), che presenta, tra gli altri, il suono che indica l'inserimento delle monete in Kiki KaiKai. Il CD, a tiratura limitata, fu venduto solo all'evento Tōkyō Game Ongaku Show (東京ゲーム音楽ショー? lett. "Show della musica per videogiochi di Tokyo") del 22 febbraio 2015 e al Natsuge Museum (ナツゲーミュージアム?), un museo dedicato al retrogaming a Chiyoda (Tokyo), dal 2 ottobre dello stesso anno.
Il 22 giugno 2016 l'etichetta Zuntata Records pubblicò in solo formato digitale l'album Kiki KaiKai Original Soundtrack (奇々怪界 オリジナルサウンドトラック?, Kiki KaiKai Orijinaru Saundotorakku), con gli stessi pezzi contenuti in Taito Digital Sound Archives, a cui seguì il 21 luglio 2018 la colonna sonora della versione per PC Engine, con il titolo KiKi KaiKai PCE ver. Original Soundtrack (奇々怪界 PCE ver. オリジナルサウンドトラック?, Kiki KaiKai PCE ver. Orijinaru Saundotorakku), disponibile anch'esso solo per il download.

### Tracce
Kiki KaiKai Original Soundtrack (ZTTL-9076)
1. Credit (クレジット?) – 0:07
2. Kataribe (語り部? lett. "Cantastorie") – 0:07
3. Sayo no Thema (小夜のテーマ? lett. "Il tema di Sayo") – 1:54
4. Kōshō (哄笑? lett. "Forte risata") – 0:55
5. Stage Clear - Extend (ステージクリア ～ エクステンド?) – 0:07
6. Sayo Mikoshi (小夜神輿? lett. "Il mikoshi di Sayo") – 0:12
7. Matsuri (祭り? lett. "Festa") – 0:43
8. Misu - Game Over (ミス ～ ゲームオーバー? lett. "Errore - Game over") – 0:09
9. Name Entry (ネームエントリー?) – 0:29

Kiki KaiKai PCE Ver. Original Soundtrack (ZTTL-9087)
1. Credit (語り部?) – 0:08
2. Sayo no Thema (小夜のテーマ? lett. "Il tema di Sayo") – 1:42
3. Kōshō (哄笑? lett. "Forte risata") – 0:52
4. Stage Clear (ステージクリア?) – 0:06
5. Extend (エクステンド?) – 0:04
6. Sayo Mikoshi (小夜神輿? lett. "Il mikoshi di Sayo") – 0:13
7. Matsuri (祭り? lett. "Festa") – 0:42
8. Name Entry (ネームエントリー?) – 0:29
9. Misu (ミス? lett. "Errore") – 0:05
10. Game Over (ゲームオーバー?) – 0:08

### Remix
Sayo no Thema è stato remixato due volte: per la prima volta ad opera del compositore Hirokazu Koshio degli Zuntata e fu incluso come Sayo no Thema - Trump Card Mix (小夜のテーマ -Trump Card MIX-?) nel videogioco Daifugo Party del 2010; Koshio affermò di aver creato un arrangiamento pop del brano, per poi essere pubblicato il 27 giugno 2012 nella raccolta digitale Daifugo Party Original Soundtrack (大富豪パーティー オリジナルサウンドトラック?, Daifugo Pātī Orijinaru Saundotorakku); un secondo riarrangiamento, del compositore e DJ t+pazolite, intitolato Sayo no Thema - Topazo no Arenji (小夜のテーマ ～とぱぞのアレンジ～? lett. "Il tema di Sayo - Arrangiamento di Topazo"), nella raccolta di remix Taito Game Music Remixs (タイトーゲームミュージックリミックス?, Taitō Gēmu Myūjikku Rimikkusu), uscita in formato digitale e CD il 9 novembre 2016 per l'etichetta Zuntata Records (disponibile anche in edizione limitata con allegato un secondo CD, TAITO GAME MUSIC REMIXS～ORIGINAL VERSION～, contenente la versione originale del brano), e fu incluso nella lista dei brani giocabili di Groove Coaster 3EX: Dream Party (グルーヴコースター 3EX ドリームパーティー?, Gurūvukōsutā 3 EX Dorīmupātī) del 16 marzo 2017.

## Portabilità

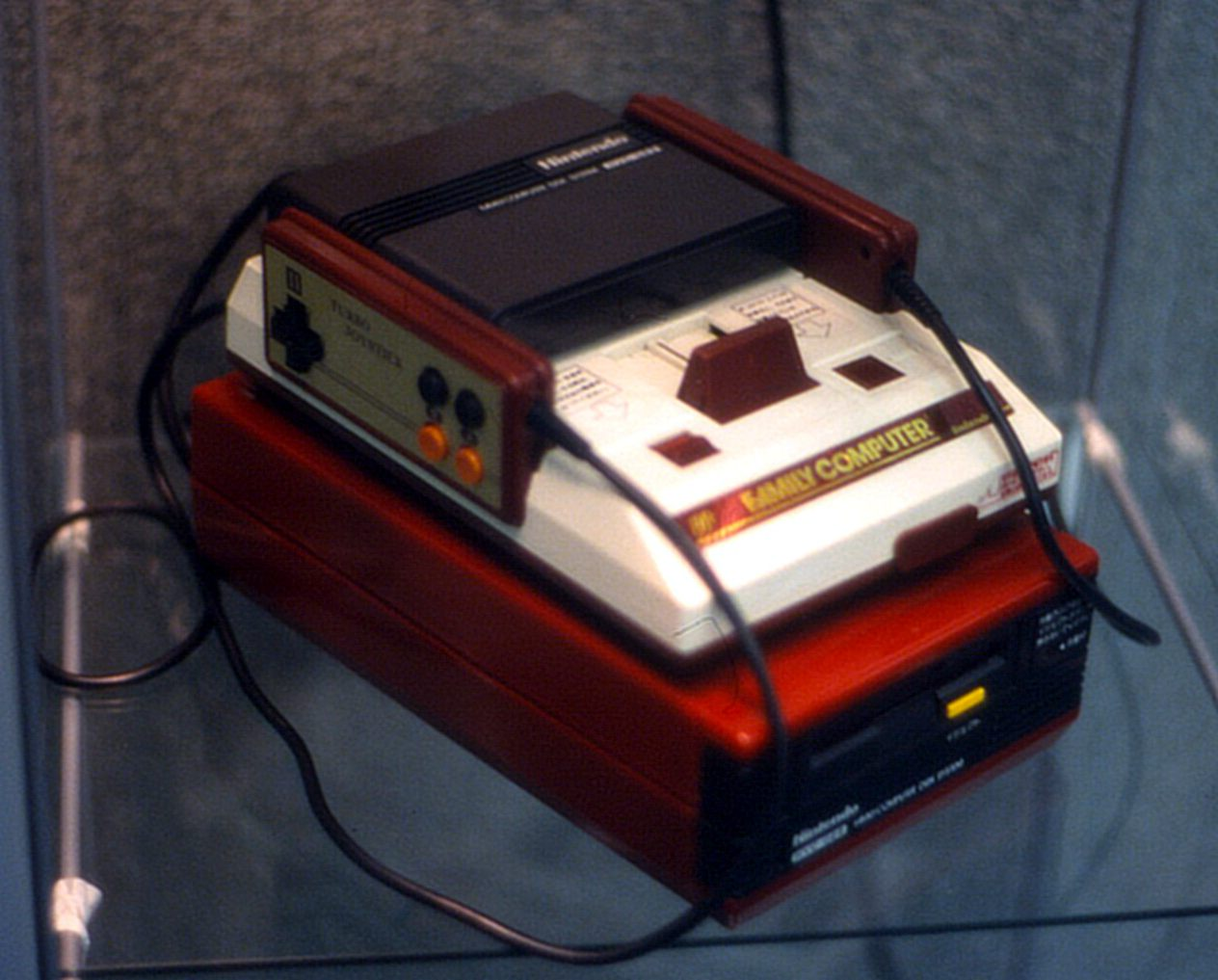
Il Famicom Disk System

Vista la sua immediata popolarità in Giappone, KiKi KaiKai venne convertito per numerose altre console: già nel 1987 furono infatti pubblicate le versioni sia per MSX2 (il 21 settembre), con alcuni piccoli aggiustamenti di gameplay, che per Famicom Disk System. Quest'ultima, sviluppata dalla Bits Laboratory e pubblicata il 28 agosto 1987 solo per il mercato nipponico, venne rinominata KiKi KaiKai: Dotō Hen (奇々怪界 怒濤編? lett. "Lo strano mondo dei mostri - Edizione delle onde impetuose") e fu la base di quella per il PC Engine, distribuita il 27 marzo 1990. Il vero salto verso le piattaforme portatili avvenne però il 12 giugno 2003, quando la Taito ne sviluppò un'edizione con linguaggio di programmazione Java per i cellulari chiamata KiKi KaiKai: The Bizarre World (遊遊 奇々怪界?) e pubblicizzata come «adorabile gioco d'azione» che offre «un'esotica atmosfera asiatica». Successivamente, il 14 maggio 2004, fu per la prima volta reso disponibile per i PC Windows in CD-ROM; dal 25 novembre tale versione fu scaricabile dal sito della casa produttrice con la concessione di EZweb.
Il videogioco per quanto riguarda la sua emulazione fu anche inserito in alcune antologie dei "classici Taito": la versione in giapponese è presente in Taito Memories Jōkan (タイトーメモリーズ 上巻? lett. "Ricordi di Taito - Volume 1"), per PlayStation 2, pubblicato il 28 luglio 2005, e in Taito Memories Pocket (タイトーメモリーズ ポケット?, Taitō Memorīzu Poketto) per PSP, pubblicato il 5 gennaio 2006. È anche uno di quelli integrati nel dispositivo Let's TV Play Classic - Taitō Nostalgia 2 (Let's TVプレイCLASSIC タイトーノスタルジア２?, Let's TV Purei CLASSIC - Taitō Nosutarujia 2), prodotto da Bandai, il quarto a essere distribuito della serie Let's! TV Play Classic, dedicata ai prodotti Namco e Taito, uscito il 31 marzo 2006; in questa console è presente anche Kiki KaiKai Kackremboh (奇々怪界 覚蓮坊?, Kiki KaiKai Kakurenbō), ovvero una versione di Kiki KaiKai che ha per protagonista il monaco buddista Kackremboh di Bonze Adventure, del 1988. In inglese è stato invece incluso in Taito Legends 2, una compilation distribuita per PS2, PC e Xbox nel 2006, e in Taito Legends Power-Up per PSP, pubblicato nel 2007.
In Giappone è stato portato su Wii (l'8 luglio 2008 nel defunto servizio Virtual Console), Android (il 2 febbraio 2012), PlayStation 4 (il 15 luglio 2016) e Nintendo Switch (il 12 marzo 2020), le ultime due come parte della serie Arcade Archives (アーケードアーカイブス?, Ākēdo Ākaibusu) prodotta da Hamster Corporation e Nippon Ichi Software. Recentemente è uno dei quaranta precaricati titoli inclusi sul Taito Egret II Mini, una retrò console nella forma in miniatura dell'omonimo cabinato commercializzata in tutto il mondo nel 2022.

## Accoglienza
| Testata                  | Versione | Giudizio |
| ------------------------ | -------- | -------- |
| AllGame                  | ARC      | 2/5      |
| Famitsū                  | PCE      | 25/40    |
| Power Play               | PCE      | 47%      |
| Aktueller Software Markt | PCE      | 6,6      |
| PC Engine Fan            | PCE      | 21.84/30 |
| Family Computer Magazine | FDS      | 15/25    |
| The Games Machine        | PCE      | 89%      |

Secondo la rivista Game Machine, Kiki KaiKai fu il secondo titolo per cabinato più venduto e giocato in Giappone del 1986, dietro a Bubble Bobble della stessa Taito. Tuttavia, come anticipato, venne accolto in maniera abbastanza fredda dai critici, molti dei quali concordarono sul fatto che peccasse maggiormente sulla grafica, sebbene all'epoca fosse la prima di quel tipo, e sulla formazione dei livelli, notando dei rallentamenti grafici legati alla quantità di sprite presenti nell'area di gioco e dei problemi di collisione, che potevano compromettere l'andamento della partita. GameSpot lo considerò come uno dei titoli meno brillanti della compagnia e nettamente inferiore ai precedenti Bubble Bobble e Double Dragon. Kyle Knight di AllGame gli assegnò un voto a stelle di 2 su 5, criticando la grafica semplicistica, gli effetti sonori fastidiosi, la modalità di gioco debole, la rigiocabilità scarsa, gli schemi dei livelli monotoni e i controlli banali (ma comunque reattivi), sebbene apprezzò l'utilizzo originale dell'immaginario folkloristico nipponico e la colonna sonora. Anche Sandra Alter della rivista tedesca Aktueller Software Markt lo ritenne nel complesso buono, sottolineando che: 
(Sandra Alter)
Il periodico Power Play affermò che «È troppo semplicistico: [...] Kikikaikai ricorda più un gioco mediocre per il Sega Master System, considerando grafica e suono. [...] I livelli successivi portano poca varietà».

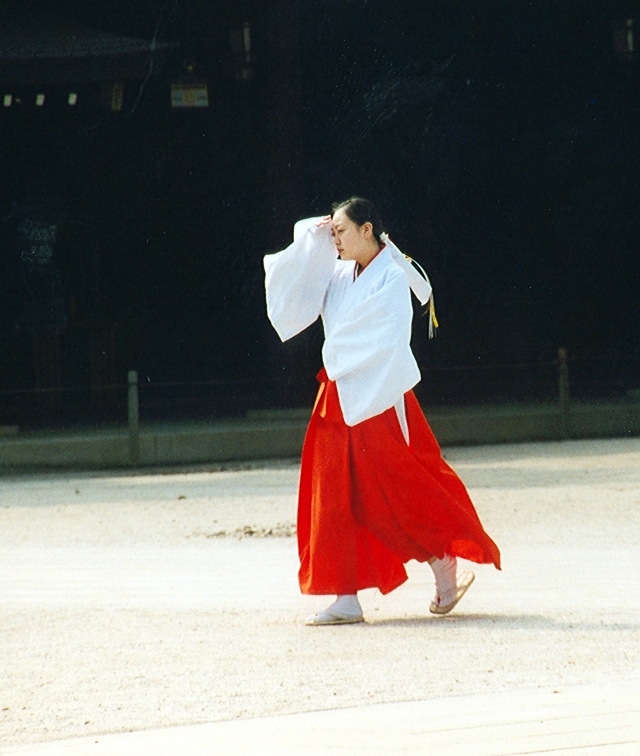
Una miko al santuario Meiji di Tokyo, con il tipico abbigliamento rosso e bianco.

Luca Dossena del periodico italiano Videogiochi fu invece più positivo nei suoi confronti, definendolo «un videogioco molto divertente e giocabile, molto adatto ai più giovani che abbiamo invidiosamente notato scoprire in un batter d'occhio i trucchi di questo non facile videogioco».
Col tempo venne rivalutato, tanto da essere considerato a suo modo rivoluzionario nella scena videoludica mondiale, in quanto introdusse nuovi temi e soggetti, soprattutto per quanto riguarda la fusione tra un'ambientazione storica, con personaggi provenienti direttamente dalla tradizione mitologica, e le funzionalità di gameplay (come la prospettiva dall'alto e le raffiche di proiettili) peculiari degli sparatutto fantascientifici. La possibilità che dà al giocatore di vagare per l'area di gioco in totale libertà contribuì poi a rompere (insieme al sopracitato Commando) lo schema classico dei giochi del genere di quegli anni, che invece costringevano a seguire determinati percorsi. Massimo Reina del sito web Multiplayer.it inserì il titolo nella lista dei videogames più famosi e interessanti ambientati nel Giappone medievale, giudicandolo: «Divertente, con una grafica colorata e personaggi del folclore locale ben disegnati, con un azzeccato stile deformed».

## Eredità
Sayo-Chan divenne uno dei personaggi Taito più popolari. Fu premiata già nel 1987 dalla rivista nipponica Gamest come miglior personaggio di un videogioco secondo i propri lettori e comparve ricorrentemente nei loro titoli, soprattutto nella serie di Bubble Bobble: in Bubble Bobble II (1994) è non solo un'aiutante che Bubblun può evocare, ma le è anche dedicato un intero livello, intitolato Kiki KaiKai e con Manuke come boss (come già era successo nella versione per SEGA Mega Drive di Rainbow Island, in cui era stata inserita l'isola Kiki-Kaikai World); invece in Bubble Memories: The Story of Bubble Bobble III (1996) è un bonus che presta soccorso al giocatore. Inoltre in Space Invaders '95: The Attack of Lunar Loonies (alias Akkanvader), una parodia colorata di Space Invaders sulla scia della serie Parodius del 1995, è il secondo pilota giocabile (sebbene venga chiamata Miyo-chan). A sua volta è una dei protagonisti di ulteriori due videogiochi crossover della Taito: uno è Pop'n Pop del 1998, con co-protagonista Miko-chan di KiKi KaiKai: Dotō Hen e contenente molti riferimenti al quest'ultimo (ad esempio quando viene effettuata una combo, a seconda della sua forza, compare Budai o la Takarabune e al contrario se la si subisce dall'avversario possono apparire un rokurokubi, un azukitogi o Raijin, e il boss di fine livello è di nuovo Manuke), mentre l'altro è Daifugo Party (大富豪パーティー?, Daifūgō Pātī) del 2010 per i cellulari, in cui tra l'altro una delle tracce della colonna sonora (disponibile su iTunes dal 27 giugno 2012) è un remix del tema musicale di Kiki KaiKai intitolato Sayo no Tēma - Trum Card Mix (小夜のテーマ -Trump Card MIX-?). Infine ispirò, così come alcuni dei nemici, la fisionomia di Reimu Hakurei (e dei suoi avversari fantasma), una delle protagoniste della saga di Tōhō Project, per il PC-98.

## Merchandising
Dalla distribuzione di Kiki KaiKai, vennero prodotti degli oggetti di merchandising, come libri e giocattoli: il 30 settembre 1987 la Tokuma Communications fece uscire con la versione del Famicom Disk System Kiki KaiKai: Dotō-Hen - Kanzen Kōryaku Technic Book (奇々怪界 怒涛編 完全攻略テクニックブック?, Kikikaikai: Dotō-Hen - Kanzen Kōryaku Tekunikku Bukku, lett. "Lo strano mondo dei mostri - Edizione delle onde impetuose - Il libro della tecnica di cattura perfetta"), un manuale strategico di gioco ad opera della "commissione editoriale Workhouse" (ワークハウス 企画編集?, Wākuhausu Kikaku Henshū), mentre il 1º aprile 2010 la Harvest Publishing pubblicò Kiki KaiKai: Kitsune no Sato-iri (奇々怪界 ～狐の里入り～? lett. "Lo strano mondo dei mostri - La volpe torna a casa"), un romanzo scritto da Yasuki Fujihara e supervisionato dalla Taito, con illustrazioni di Yayoi Hizuki, Kumi Nanba, Harukaze Namikai e Mirai Fuyushiki. L'azienda dolciaria Kabaya distribuì nel 1986 nella regione del Kansai Kabaya Kiki KaiKai (カバヤ 奇々怪界?), una confezione contenente otto giochi da tavolo con palline e caramelle Muscat dal costo di 100 yen; un anno dopo invece la casa di produzione videoludica realizzò l'Oharai Miko-chan Bō (お祓い巫女ちゃん棒? lett. "Il bastone purificatore della miko"), una riproduzione in plastica (da 980 yen) di Sayo-chan alla quale è fissato un bastone con un grilletto, che, se premuto, fa sia oscillare a destra e a sinistra la bacchetta gohei, che lei tiene in mano, sia far ruotare un cilindro (posto nell'impugnatura) su cui sono scritti sei biglietti della fortuna, e Enman Katei-teki Shimen-jō Yūgi-ban - Kiki KaiKai (円満家庭的紙面上遊戯盤 奇々怪界? lett. "Kiki KaiKai - Il tavolo da gioco per le famiglie felici"), un gioco da tavolo (con un costo di 1800 yen) per quattro giocatori, il cui scopo è guadagnare più punti degli avversari (sconfiggendo yōkai, raccogliendo armi e oggetti e affrontando grandi mostri) e vincere una delle Sette Divinità della Fortuna.
La idol Miki Itō registrò e pubblicò per CBS Sony nel 1987 Aishū pucelle (哀愁ピュセル?, Aishū Pyuseru, lett. "La pulzella del dolore"), un singolo usato nello spot pubblicitario di KiKi KaiKai: Dotō Hen. Fu inoltre accompagnato, sul lato B del 45 giri, da Sayo Carnival (小夜（リトルナイト）カーニバル?, Sayo (Ritorunaito) Kānibaru), una versione ri-arrangiata da Haruhiko Tsuda del tema d'apertura del videogioco scritto da Hisayoshi Ogura.

## Seguiti

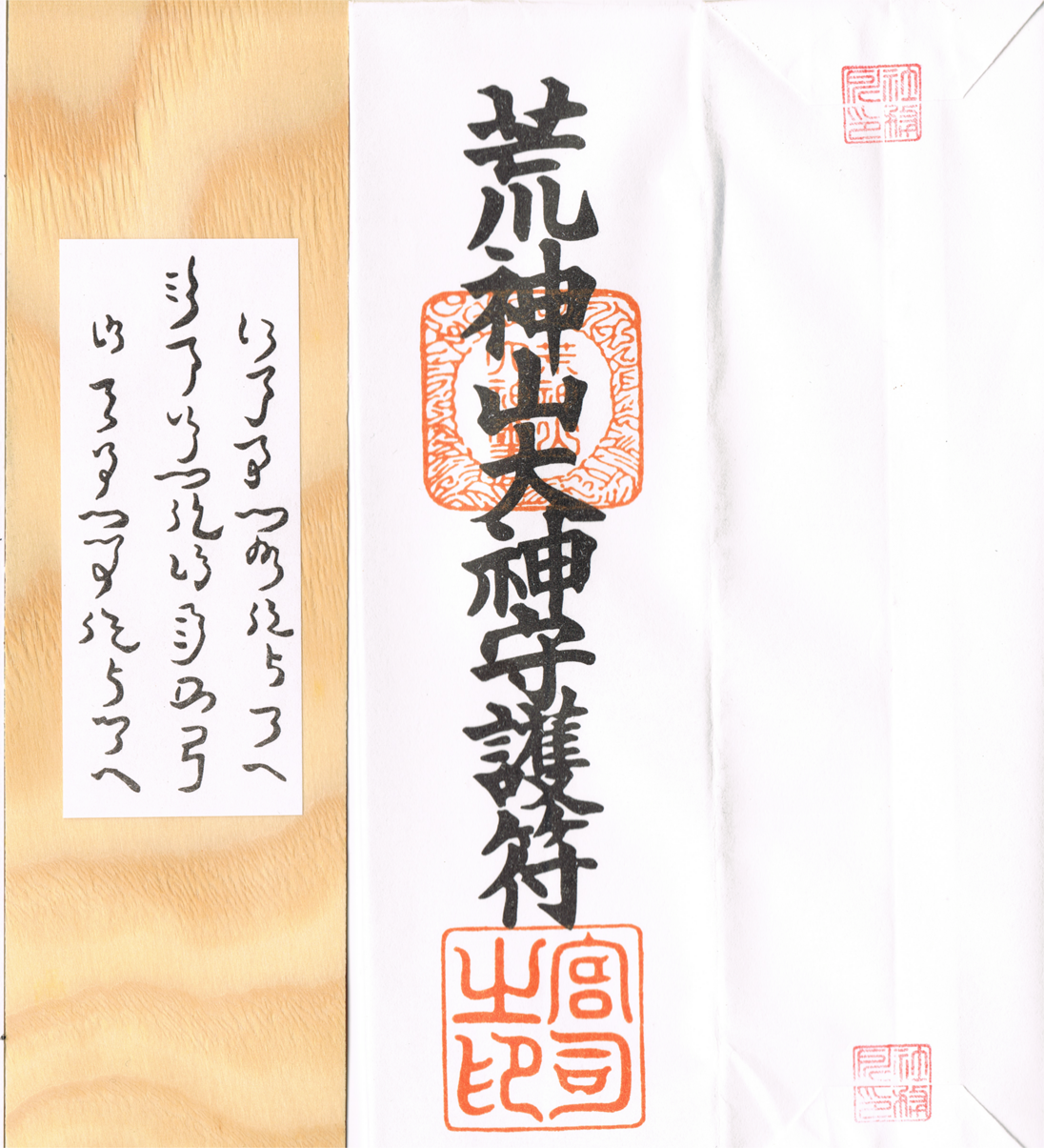
Un talismano ofuda, arma principale di Sayo-chan in tutti i capitoli della serie.

Kiki KaiKai divenne il primo capitolo di una vera e propria saga, formata da sequel e reboot. Nel 1992, dopo un lungo periodo di riedizioni per le diverse piattaforme di gioco, la Natsume pubblicò infatti il seguito KiKi KaiKai: Nazo no Kuro Manto (奇々怪界～謎の黒マント?), meglio noto in Occidente come Pocky & Rocky (in quanto con questo titolo era stato esportato negli Stati Uniti). Insieme ai successivi Pocky & Rocky 2 (distribuito nel 1994) e Pocky & Rocky with Becky (sviluppato dalla Altron nel 2001), venne giudicato qualitativamente superiore all'originale.
Nel 2007 venne annunciata l'uscita di un altro seguito per PlayStation 2, intitolato Kiki KaiKai 2 (奇々怪界２?), e che doveva essere distribuito tra marzo e l'estate di quell'anno dalla Starfish Entertainment.
Tuttavia la produzione venne interrotta e il gioco cancellato, probabilmente per problemi legati all'utilizzo del marchio, di proprietà della Square Enix (che nel 2005 aveva acquistato la Taito). Lo staff dell'azienda pubblicò sul sito ufficiale un messaggio di scuse:
Nel 2008, esso venne comunque completato e presentato come Kiki Kai World, salvo poi cambiargli definitivamente il titolo (alla sua pubblicazione il 15 gennaio appunto su PS2) in Heavenly Guardian. Il 24 giugno 2022 uscì per Nintendo Switch e PlayStation 4 il capitolo Pocky & Rocky Reshrined, una versione rivista, aggiornata e modernizzata da parte di Natsume del titolo del 1992, in cui vennero introdotti nuovi personaggi giocabili, come la dea Ama-no-Uzume.